# Sasha Luccioni
Alexandra Sasha Luccioni (de soltera, Vorobyova) (Ucraïna, 1990) és una científica informàtica especialitzada en la intersecció de la intel·ligència artificial (IA) i el canvi climàtic. El seu treball se centra en quantificar l'impacte ambiental de les tecnologies d'IA i promoure pràctiques sostenibles en el desenvolupament d'aprenentatge automàtic.

## Biografia

### Formació acadèmia
Alexandra Sasha Vorobyova va néixer a la República Socialista Soviètica d'Ucraïna el 1990. Quan tenia quatre anys, la seva família es va traslladar a Ontario, Canadà. El seu interès per la ciència està influenciat per la història de la seva família; la seva mare, la seva àvia i la seva besàvia van seguir carreres científiques.
Luccioni es va llicenciar en ciències del llenguatge a la Universitat de París III: Sorbonne Nova el 2010. Posteriorment, va completar un màster en ciència cognitiva, amb una menció en processament del llenguatge natural, a l'École Normale Supérieure de París el 2012. Luccini va obtenir el seu doctorat en computació cognitiva per la Universitat de Quebec a Montreal (UQAM) el 2018.

### Carrera professional
Luccioni va començar la seva carrera professional a Nuance Communications el 2017, on es va centrar en les tècniques de programació neurolingüística (PNL) i aprenentatge automàtic (ML) per a millorar els agents conversacionals. Després es va incorporar al Centre d'Excel·lència AI/ML de Morgan Stanley el 2018, treballant en intel·ligència artificial explicable i sistemes de presa de decisions.
El 2019, es va convertir en investigadora postdoctoral a la Universitat de Montreal i al MILA (Institut d'Algoritmes d'Aprenentatge de Montreal), col·laborant amb l'informàtic Yoshua Bengio en un projecte titulat This Climate Does Not Exist . Aquesta iniciativa va utilitzar xarxes generatives antagòniques per a visualitzar els efectes del canvi climàtic. Durant aquest temps, també va contribuir a integrar l'equitat i la responsabilitat en l'educació de l'aprenentatge automàtic a Mila. Luccini va treballar breument amb el Pols Global de les Nacions Unides el 2021, desenvolupant eines per controlar la desinformació sobre COVID-19. Més tard aquell any, es va incorporar a Hugging Face com a investigadora científica. La seva funció inclou quantificar la petjada de carboni dels sistemes d'IA, copresidir el grup de treball de carboni del projecte Big Science i avançar en pràctiques d'aprenentatge automàtic responsable.
A més de la seva investigació, ha desenvolupat eines per mesurar l'impacte ambiental dels models d'IA, ha comunicat els resultats a través de compromisos amb els mitjans i ha presentat en conferències internacionals, inclosa una conferència TED.

## Premis
El 2024, va ser inclosa en la llista 100 Women, que anualment publica la BBC; i en la llista de les 100 persones més influents en el camp de la Inteligència Artifical, de la revista Time.